# Questo
Questo annuello es una especie de araña araneomorfa de la familia Gallieniellidae. Es la única especie del género monotípico Questo.  

## Distribución
Es originaria de Australia, donde se encuentra en Victoria .